# Normopathie
 (juillet 2014).

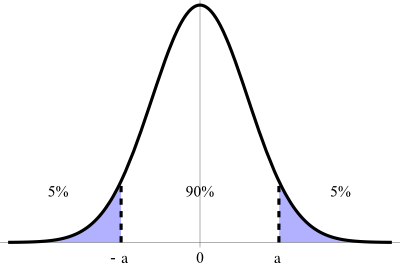
La normalité fait référence à la réponse la plus fréquente dans un graphique lors de l'analyse d'une variable donnée. En d'autres termes, la normale représente ce qui est le plus fréquent, la majorité, le plus commun.

En psychodynamique, la normopathie désigne la tendance à se conformer excessivement à des normes sociales de comportement sans parvenir à exprimer sa propre subjectivité.

## Histoire
Cette personnalité a été décrite par Joyce McDougall (normopath) dans son article « Plaidoyer pour une certaine anormalité » en 1972.
Christopher Bollas, dans son article « Normotic Illness » la décrit (normotic personality), après un long séjour en Chine, comme « l'atténuation et finalement la disparition de la subjectivité, en faveur d'un moi conçu comme un objet matériel parmi les autres produits humains. »
Le psychanalyste Christophe Dejours rapproche la notion de normopathie de celle de « banalité du mal » développée par la philosophe Hannah Arendt à propos d'Adolf Eichmann, l'organisateur de la déportation des Juifs pendant la Seconde Guerre mondiale.
S'éloignant de la « personnalité normopathique » dans sa dimension pathologique, le psychanalyste Jean-Baptiste Desveaux a proposé de considérer une tendance normopathique ayant une fonction de défense pour le sujet (une défense normopathique). « La défense normopathique peut ainsi être considérée dans un rapport dialectique avec la tendance antisociale ». Cette tendance « tend à ramener le sujet vers une situation vivable, mais plutôt que de changer structurellement le fonctionnement psychique, elle masque l’état pathologique par une néo-formation leurrant le sujet lui-même sur son propre fonctionnement ».

## Diagnostic
La normopathie est l'une des dimensions du Karolinska psychodynamic profile (KAPP), un outil de diagnostic de la personnalité d'inspiration psychodynamique. D'autres recherches de la même équipe ont cependant révélé que ce construit est particulièrement difficile à mesurer.